# Sri Lanka Sevens 2016
Sri Lanka Sevens 2016 – druga edycja wchodzącego w skład mistrzostw Azji turnieju Sri Lanka Sevens przeznaczonego dla męskich reprezentacji narodowych w rugby 7. Odbyła się w dniach 15–16 października 2016 roku na Colombo Racecourse Ground w Kolombo będąc trzecim turniejem sezonu 2016.

## Informacje ogólne
Rozegrane na Colombo Racecourse Ground zawody były trzecim turniejem sezonu 2016 i wzięło w nich udział osiem reprezentacji. Drużyny rywalizowały w pierwszym dniu systemem kołowym w ramach dwóch czterozespołowych grup, po czym po dwie czołowe z każdej z nich awansowały do półfinałów, a pozostała czwórka zmierzyła się w walce o Plate. W fazie grupowej spotkania toczone były bez ewentualnej dogrywki, za zwycięstwo, remis i porażkę przysługiwały odpowiednio trzy, dwa i jeden punkt, brak punktów natomiast za nieprzystąpienie do meczu. W przypadku remisu w fazie pucharowej organizowana była dogrywka składająca się z dwóch pięciominutowych części, z uwzględnieniem reguły nagłej śmierci. Przystępujące do turnieju reprezentacje mogły liczyć maksymalnie dwunastu zawodników. Zespoły zostały rozstawione na podstawie wyników drugiego turnieju.
Do finału po raz pierwszy w tym sezonie awansowali zawodnicy z Korei Południowej, ulegli w nim jednak bezkonkurencyjnym w całym cyklu reprezentantom Hongkongu. Najwięcej punktów w turnieju (39) zdobył przedstawiciel triumfatorów Benjamin Rimene, w klasyfikacji przyłożeń z sześcioma zwyciężył reprezentant gospodarzy Richard Dharmapala
Zawody były transmitowane w Internecie.

## Faza grupowa

### Grupa A
| 15 października 201612:28 | Hongkong | 31:12 | Japonia | Colombo Racecourse Ground, Kolombo |
| 15 października 201612:28 |          | 31:12 |         | Colombo Racecourse Ground, Kolombo |

| 15 października 201612:50 | Korea Południowa | 29:14 | Malezja | Colombo Racecourse Ground, Kolombo |
| 15 października 201612:50 |                  | 29:14 |         | Colombo Racecourse Ground, Kolombo |

| 15 października 201615:24 | Hongkong | 14:19 | Malezja | Colombo Racecourse Ground, Kolombo |
| 15 października 201615:24 |          | 14:19 |         | Colombo Racecourse Ground, Kolombo |

| 15 października 201615:46 | Korea Południowa | 45:14 | Japonia | Colombo Racecourse Ground, Kolombo |
| 15 października 201615:46 |                  | 45:14 |         | Colombo Racecourse Ground, Kolombo |

| 15 października 201618:20 | Malezja | 14:17 | Japonia | Colombo Racecourse Ground, Kolombo |
| 15 października 201618:20 |         | 14:17 |         | Colombo Racecourse Ground, Kolombo |

| 15 października 201618:42 | Hongkong | 26:15 | Korea Południowa | Colombo Racecourse Ground, Kolombo |
| 15 października 201618:42 |          | 26:15 |                  | Colombo Racecourse Ground, Kolombo |

### Grupa B
| 15 października 201613:12 | Sri Lanka | 26:7 | Chińskie Tajpej | Colombo Racecourse Ground, Kolombo |
| 15 października 201613:12 |           | 26:7 |                 | Colombo Racecourse Ground, Kolombo |

| 15 października 201613:34 | Chiny | 34:5 | Singapur | Colombo Racecourse Ground, Kolombo |
| 15 października 201613:34 |       | 34:5 |          | Colombo Racecourse Ground, Kolombo |

| 15 października 201616:08 | Sri Lanka | 66:0 | Singapur | Colombo Racecourse Ground, Kolombo |
| 15 października 201616:08 |           | 66:0 |          | Colombo Racecourse Ground, Kolombo |

| 15 października 201616:30 | Chiny | 28:0 | Chińskie Tajpej | Colombo Racecourse Ground, Kolombo |
| 15 października 201616:30 |       | 28:0 |                 | Colombo Racecourse Ground, Kolombo |

| 15 października 201619:04 | Sri Lanka | 14:24 | Chiny | Colombo Racecourse Ground, Kolombo |
| 15 października 201619:04 |           | 14:24 |       | Colombo Racecourse Ground, Kolombo |

| 15 października 201619:26 | Chińskie Tajpej | 0:7 | Singapur | Colombo Racecourse Ground, Kolombo |
| 15 października 201619:26 |                 | 0:7 |          | Colombo Racecourse Ground, Kolombo |

## Faza pucharowa

### Cup
|  |                  |                  |                  |                   |    |          |          |       |
|  | Półfinały        | Półfinały        | Półfinały        |                   |    | Finał    | Finał    | Finał |
|  | Półfinały        | Półfinały        | Półfinały        |                   |    | Finał    | Finał    | Finał |
|  |                  |                  |                  |                   |    |          |          |       |
|  |                  |                  |                  |                   |    |          |          |       |
|  | Hongkong         | Hongkong         | 19               |                   |    |          |          |       |
|  | Hongkong         | Hongkong         | 19               |                   |    |          |          |       |
|  | Sri Lanka        | Sri Lanka        | 7                |                   |    |          |          |       |
|  | Sri Lanka        | Sri Lanka        | 7                |                   |    | Hongkong | Hongkong | 24    |
|  |                  |                  |                  |                   |    | Hongkong | Hongkong | 24    |
|  |                  |                  | Korea Południowa | Korea Południowa  | 19 |          |          |       |
|  | Korea Południowa | Korea Południowa | Korea Południowa | Korea Południowa  | 19 | 19       |          |       |
|  | Korea Południowa | Korea Południowa |                  |                   |    |          |          |       |
|  | Chiny            | Chiny            | 14               |                   |    |          |          |       |
|  | Chiny            | Chiny            | 14               | Mecz o 3. miejsce |    |          |          |       |
|  |                  |                  |                  |                   |    |          |          |       |
|  |                  |                  |                  |                   |    |          |          |       |
|  |                  |                  |                  |                   |    |          |          |       |
|  | Sri Lanka        | Sri Lanka        | 21               |                   |    |          |          |       |
|  | Sri Lanka        | Sri Lanka        | 21               |                   |    |          |          |       |
|  | Chiny            | Chiny            | 22               |                   |    |          |          |       |
|  | Chiny            | Chiny            | 22               |                   |    |          |          |       |

| 16 października 201615:05 | Hongkong | 19:7 | Sri Lanka | Colombo Racecourse Ground, Kolombo |
| 16 października 201615:05 |          | 19:7 |           | Colombo Racecourse Ground, Kolombo |

| 16 października 201615:27 | Korea Południowa | 19:14 | Chiny | Colombo Racecourse Ground, Kolombo |
| 16 października 201615:27 |                  | 19:14 |       | Colombo Racecourse Ground, Kolombo |

| 16 października 201618:23 | Hongkong | 24:19 | Korea Południowa | Colombo Racecourse Ground, Kolombo |
| 16 października 201618:23 |          | 24:19 |                  | Colombo Racecourse Ground, Kolombo |

| 16 października 201617:39 | Sri Lanka | 21:22 | Chiny | Colombo Racecourse Ground, Kolombo |
| 16 października 201617:39 |           | 21:22 |       | Colombo Racecourse Ground, Kolombo |

### Plate
|  |                 |                 |           |                   |    |         |         |       |
|  | Półfinały       | Półfinały       | Półfinały |                   |    | Finał   | Finał   | Finał |
|  | Półfinały       | Półfinały       | Półfinały |                   |    | Finał   | Finał   | Finał |
|  |                 |                 |           |                   |    |         |         |       |
|  |                 |                 |           |                   |    |         |         |       |
|  | Japonia         | Japonia         | 26        |                   |    |         |         |       |
|  | Japonia         | Japonia         | 26        |                   |    |         |         |       |
|  | Chińskie Tajpej | Chińskie Tajpej | 5         |                   |    |         |         |       |
|  | Chińskie Tajpej | Chińskie Tajpej | 5         |                   |    | Japonia | Japonia | 14    |
|  |                 |                 |           |                   |    | Japonia | Japonia | 14    |
|  |                 |                 | Malezja   | Malezja           | 19 |         |         |       |
|  | Malezja         | Malezja         | Malezja   | Malezja           | 19 | 24      |         |       |
|  | Malezja         | Malezja         |           |                   |    |         |         |       |
|  | Singapur        | Singapur        | 12        |                   |    |         |         |       |
|  | Singapur        | Singapur        | 12        | Mecz o 3. miejsce |    |         |         |       |
|  |                 |                 |           |                   |    |         |         |       |
|  |                 |                 |           |                   |    |         |         |       |
|  |                 |                 |           |                   |    |         |         |       |
|  | Chińskie Tajpej | Chińskie Tajpej | 22        |                   |    |         |         |       |
|  | Chińskie Tajpej | Chińskie Tajpej | 22        |                   |    |         |         |       |
|  | Singapur        | Singapur        | 17        |                   |    |         |         |       |
|  | Singapur        | Singapur        | 17        |                   |    |         |         |       |

| 16 października 201614:13 | Japonia | 26:5 | Chińskie Tajpej | Colombo Racecourse Ground, Kolombo |
| 16 października 201614:13 |         | 26:5 |                 | Colombo Racecourse Ground, Kolombo |

| 16 października 201614:35 | Malezja | 24:12 | Singapur | Colombo Racecourse Ground, Kolombo |
| 16 października 201614:35 |         | 24:12 |          | Colombo Racecourse Ground, Kolombo |

| 16 października 201617:17 | Japonia | 14:19 | Malezja | Colombo Racecourse Ground, Kolombo |
| 16 października 201617:17 |         | 14:19 |         | Colombo Racecourse Ground, Kolombo |

| 16 października 201616:55 | Chińskie Tajpej | 22:17 | Singapur | Colombo Racecourse Ground, Kolombo |
| 16 października 201616:55 |                 | 22:17 |          | Colombo Racecourse Ground, Kolombo |

## Klasyfikacja końcowa
| Miejsce | Reprezentacja    | Punkty |
| ------- | ---------------- | ------ |
| 1       | Hongkong         | 12     |
| 2       | Korea Południowa | 10     |
| 3       | Chiny            | 8      |
| 4       | Sri Lanka        | 7      |
| 5       | Malezja          | 5      |
| 6       | Japonia          | 4      |
| 7       | Chińskie Tajpej  | 2      |
| 8       | Singapur         | 1      |